# Como Calcio 1974-1975
Questa voce raccoglie le informazioni riguardanti il Como Calcio nelle competizioni ufficiali della stagione 1974-1975.

## Stagione
Nella stagione 1974-1975 il Como disputa il campionato di Serie B, ottiene 46 punti con il secondo posto in classifica alle spalle del Perugia primo con 49 punti, e sale in Serie A con gli umbri ed il Verona terzo con 45 punti che batte nello spareggio promozione il Catanzaro. Retrocedono in Serie C l'Alessandria con 34 punti dopo aver perso lo spareggio con la Reggiana, l'Arezzo con 33 punti ed il Parma con 30 punti e penalizzato.
Dopo ventidue anni il Como del presidente Alfredo Tragni, dell'amministratore delegato Franco Cassina, del direttore sportivo Giancarlo Beltrami, allenato da Giuseppe Marchioro ritorna in Serie A. Il campionato ha avuto per i lariani una partenza tribolata, con la prima vittoria ottenuta a Reggio Emilia (1-2) alla sesta giornata, poi un crescendo fino all'ultima giornata decisiva, con la vittoria (2-0) sul Verona il 22 giugno 1975, con una doppietta di Renato Cappellini ex dell'Inter e della nazionale. Altro grande protagonista di questa stagione lariana, con 36 presenze e 2 reti il mediano Marco Tardelli in procinto di passare alla Juventus. In Coppa Italia il Como è stato inserito nel quarto gruppo di qualificazione che ha promosso il Torino.

## Rosa
| N. |                   | Ruolo | Calciatore         |
| -- | ----------------- | ----- | ------------------ |
|    | Italia (bandiera) | P     | Antonio Rigamonti  |
|    | Italia (bandiera) | P     | Giuseppe Avagliano |
|    | Italia (bandiera) | D     | Simone Boldini     |
|    | Italia (bandiera) | D     | Silvano Fontolan   |
|    | Italia (bandiera) | D     | Giorgio Garbarini  |
|    | Italia (bandiera) | D     | Roberto Melgrati   |
|    | Italia (bandiera) | C     | Claudio Correnti   |
|    | Italia (bandiera) | C     | Mario Guidetti     |
|    | Italia (bandiera) | C     | Adriano Lombardi   |
|    | Italia (bandiera) | C     | Olinto Magara      |

| N. |                   | Ruolo | Calciatore           |
| -- | ----------------- | ----- | -------------------- |
|    | Italia (bandiera) | C     | Doriano Pozzato      |
|    | Italia (bandiera) | C     | Alessandro Scanziani |
|    | Italia (bandiera) | C     | Marco Tardelli       |
|    | Italia (bandiera) | A     | Renato Cappellini    |
|    | Italia (bandiera) | A     | Pierluigi Giani      |
|    | Italia (bandiera) | A     | Giuseppe Giavardi    |
|    | Italia (bandiera) | A     | Ivano Martini        |
|    | Italia (bandiera) | A     | Renzo Rossi          |
|    | Italia (bandiera) | A     | Bruno Russo          |
|    | Italia (bandiera) | A     | Nerio Ulivieri       |

## Risultati

### Serie B

#### Girone di andata
| Arbitro: | Schena (Foggia) |

|  |           |             |
|  | Marcatori | 13’ Manueli |

| Arbitro: | Menegali (Roma) |

|          |           |                   |
| Ghio 25’ | Marcatori | 80’ (aut.) Vivian |

| Como 13 ottobre 1974, ore 14.30 3ª giornata | Como                         | 0 – 0 referto | Palermo | Stadio Giuseppe Sinigaglia\| Arbitro: \| Agnolin (Bassano del Grappa) \| |
| Arbitro:                                    | Agnolin (Bassano del Grappa) |               |         |                                                                          |

| Arbitro: | Trinchieri (Reggio Emilia) |

|               |           |  |
| Boccolini 43’ | Marcatori |  |

| Arbitro: | Vannucchi (Bologna) |

|  |           |                |
|  | Marcatori | 67’ Pellizzaro |

| Arbitro: | Levrero (Genova) |

|                     |           |                                   |
| Correnti 18’ (aut.) | Marcatori | 11’ Scanziani 89’ (rig.) Lombardi |

| Como 10 novembre 1974, ore 14.30 7ª giornata | Como                        | 0 – 0 referto | Catanzaro | Stadio Giuseppe Sinigaglia\| Arbitro: \| Esposito (Torre Annunziata) \| |
| Arbitro:                                     | Esposito (Torre Annunziata) |               |           |                                                                         |

| Arbitro: | Moretto (San Donà di Piave) |

|             |           |  |
| Corradi 28’ | Marcatori |  |

| Arbitro: | Turiano (Reggio Calabria) |

|             |           |  |
| Martini 70’ | Marcatori |  |

| Arbitro: | Barboni (Firenze) |

|              |           |  |
| A. Scala 30’ | Marcatori |  |

| Arbitro: | Lenardon (Siena) |

|  |           |                   |
|  | Marcatori | 78’, 80’ Giavardi |

| Arbitro: | Levrero (Genova) |

|                            |           |  |
| Scanziani 15’ Tardelli 88’ | Marcatori |  |

| Arbitro: | Trinchieri (Reggio Emilia) |

|             |           |  |
| Petrini 10’ | Marcatori |  |

| Arbitro: | Panzino (Catanzaro) |

|             |           |  |
| Pozzato 42’ | Marcatori |  |

| Como 12 gennaio 1975, ore 14.30 15ª giornata | Como             | 0 – 0 referto | Brescia | Stadio Giuseppe Sinigaglia\| Arbitro: \| Benedetti (Roma) \| |
| Arbitro:                                     | Benedetti (Roma) |               |         |                                                              |

| Arbitro: | Trono (Torino) |

|            |           |                           |
| Pienti 44’ | Marcatori | 53’ Correnti 58’ Ulivieri |

| Arbitro: | Terpin (Trieste) |

|               |           |                     |
| Scanziani 86’ | Marcatori | 55’ (rig.) Chimenti |

| Arbitro: | Panzino (Catanzaro) |

|                            |           |  |
| Ulivieri 50’ Scanziani 79’ | Marcatori |  |

| Arbitro: | Governa (Alessandria) |

|            |           |                                          |
| Zigoni 38’ | Marcatori | 27’ Ulivieri 59’ Tardelli 65’ Cappellini |

#### Girone di ritorno
| Arbitro: | Gialluisi (Barletta) |

|                                     |           |                                   |
| Manueli 28’ (rig.) Dalle Vedove 41’ | Marcatori | 10’, 64’ Cappellini 78’ Scanziani |

| Arbitro: | Picasso (Chiavari) |

|             |           |  |
| Pozzato 42’ | Marcatori |  |

| Arbitro: | Serafino (Roma) |

|             |           |  |
| Barbana 89’ | Marcatori |  |

| Arbitro: | V. Lattanzi (Roma) |

|                             |           |               |
| Scanziani 8’ Cappellini 84’ | Marcatori | 50’ Boccolini |

| Perugia 16 marzo 1975, ore 14.30 24ª giornata | Perugia        | 0 – 0 referto | Como | Stadio Santa Giuliana\| Arbitro: \| Trono (Torino) \| |
| Arbitro:                                      | Trono (Torino) |               |      |                                                       |

| Arbitro: | Lenardon (Siena) |

|                |           |  |
| Cappellini 42’ | Marcatori |  |

| Arbitro: | Reggiani (Bologna) |

|                |           |  |
| Piccinetti 57’ | Marcatori |  |

| Arbitro: | Agnolin (Bassano del Grappa) |

|                           |           |  |
| Ulivieri 5’ Scanziani 61’ | Marcatori |  |

| Arbitro: | Ciulli (Roma) |

|              |           |  |
| Marchesi 78’ | Marcatori |  |

| Arbitro: | Prati (Parma) |

|              |           |  |
| Correnti 60’ | Marcatori |  |

| Arbitro: | Barboni (Firenze) |

|                                      |           |  |
| Boldini 46’ Ulivieri 53’ Pozzato 88’ | Marcatori |  |

| Arbitro: | Benedetti (Roma) |

|                |           |                |
| Corbellini 55’ | Marcatori | 74’ Cappellini |

| Arbitro: | Schena (Foggia) |

|               |           |              |
| Scanziani 13’ | Marcatori | 50’ Albanese |

| Arbitro: | Lenardon (Siena) |

|                                            |           |                          |
| Inselvini 28’ Bresciani 45’ Lorenzetti 63’ | Marcatori | 82’Pozzato 89’ Garbarini |

| Brescia 25 maggio 1975, ore 14.30 34ª giornata | Brescia            | 0 – 0 referto | Como | Stadio Mario Rigamonti\| Arbitro: \| V. Lattanzi (Roma) \| |
| Arbitro:                                       | V. Lattanzi (Roma) |               |      |                                                            |

| Arbitro: | Menegali (Roma) |

|                          |           |  |
| Melgrati 32’ Pozzato 46’ | Marcatori |  |

| Arbitro: | Ciacci (Firenze) |

|  |           |             |
|  | Marcatori | 59’ Boldini |

| Arbitro: | Barbaresco (Cormons) |

|              |           |                |
| Luchitta 54’ | Marcatori | 60’ Cappellini |

| Arbitro: | Serafino (Roma) |

|                     |           |  |
| Cappellini 21’, 56’ | Marcatori |  |

### Coppa Italia

#### Girone 4
| 28 agosto 1974 1ª giornata |  | – Turno di riposo COMO |  |  |

| Arbitro: | Lanzetti (Viterbo) |

|             |           |  |
| Pozzato 15’ | Marcatori |  |

| Arbitro: | Reggiani (Bologna) |

|  |           |               |
|  | Marcatori | 82’ P. Pulici |

| Arbitro: | Barboni (Firenze) |

|                            |           |                            |
| L. Riva 41’ Quagliozzi 72’ | Marcatori | 80’ Ulivieri 89’ Scanziani |

| Arbitro: | Foschi (Forlì) |

|                             |           |                                  |
| Musa 21’ (rig.), 81’ (rig.) | Marcatori | 49’ R. Rossi 87’ (rig.) Lombardi |

## Statistiche

### Statistiche di squadra
| Competizione | Punti | In casa | In casa | In casa | In casa | In casa | In casa | In trasferta | In trasferta | In trasferta | In trasferta | In trasferta | In trasferta | Totale | Totale | Totale | Totale | Totale | Totale | DR  |
| Competizione | Punti | G       | V       | N       | P       | Gf      | Gs      | G            | V            | N            | P            | Gf           | Gs           | G      | V      | N      | P      | Gf     | Gs     | DR  |
| ------------ | ----- | ------- | ------- | ------- | ------- | ------- | ------- | ------------ | ------------ | ------------ | ------------ | ------------ | ------------ | ------ | ------ | ------ | ------ | ------ | ------ | --- |
| Serie B      | 46    | 19      | 12      | 5       | 2       | 22      | 5       | 19           | 6            | 5            | 8            | 18           | 18           | 38     | 18     | 10     | 10     | 40     | 23     | +17 |
| Coppa Italia | 4     | 2       | 1       | 0       | 1       | 1       | 1       | 2            | 0            | 2            | 0            | 4            | 4            | 4      | 1      | 2      | 1      | 5      | 5      | 0   |
| Totale       |       | 21      | 13      | 5       | 3       | 23      | 6       | 21           | 6            | 7            | 8            | 22           | 22           | 42     | 19     | 12     | 11     | 45     | 28     | +17 |

### Statistiche dei giocatori
| Giocatore     | Serie B  | Serie B | Serie B     | Serie B    | Coppa Italia | Coppa Italia | Coppa Italia | Coppa Italia | Totale   | Totale | Totale      | Totale     |
| Giocatore     | Presenze | Reti    | Ammonizioni | Espulsioni | Presenze     | Reti         | Ammonizioni  | Espulsioni   | Presenze | Reti   | Ammonizioni | Espulsioni |
| ------------- | -------- | ------- | ----------- | ---------- | ------------ | ------------ | ------------ | ------------ | -------- | ------ | ----------- | ---------- |
| S. Boldini    | 30       | 2       | ?           | ?          | 2            | 0            | ?            | ?            | 32       | 2      | ?           | ?          |
| R. Cappellini | 29       | 9       | ?           | ?          | -            | -            | -            | -            | 29       | 9      | 0+          | 0+         |
| C. Correnti   | 33       | 2       | ?           | ?          | 4            | 0            | ?            | ?            | 37       | 2      | ?           | ?          |
| M. Cordioli   | -        | -       | -           | -          | 1            | 0            | ?            | ?            | 1        | 0      | 0+          | 0+         |
| F. Corti      | 1        | 0       | ?           | ?          | -            | -            | -            | -            | 1        | 0      | 0+          | 0+         |
| S. Fontolan   | 37       | 0       | ?           | ?          | 4            | 0            | ?            | ?            | 41       | 0      | ?           | ?          |
| G. Garbarini  | 33       | 1       | ?           | ?          | -            | -            | -            | -            | 33       | 1      | 0+          | 0+         |
| P. Giani      | 6        | 0       | ?           | ?          | 2            | 0            | ?            | ?            | 8        | 0      | ?           | ?          |
| G. Giavardi   | 17       | 2       | ?           | ?          | -            | -            | -            | -            | 17       | 2      | 0+          | 0+         |
| M. Guidetti   | 9        | 0       | ?           | ?          | -            | -            | -            | -            | 9        | 0      | 0+          | 0+         |
| A. Lombardi   | 17       | 1       | ?           | ?          | 4            | 1            | ?            | ?            | 21       | 2      | ?           | ?          |
| O. Magara     | 1        | 0       | ?           | ?          | -            | -            | -            | -            | 1        | 0      | 0+          | 0+         |
| G. Martinelli | 5        | 0       | ?           | ?          | 3            | 0            | ?            | ?            | 8        | 0      | ?           | ?          |
| I. Martini    | 8        | 1       | ?           | ?          | -            | -            | -            | -            | 8        | 1      | 0+          | 0+         |
| R. Melgrati   | 38       | 1       | ?           | ?          | 4            | 0            | ?            | ?            | 42       | 1      | ?           | ?          |
| D. Pozzato    | 37       | 5       | ?           | ?          | 4            | 1            | ?            | ?            | 41       | 6      | ?           | ?          |
| A. Rigamonti  | 38       | -23     | ?           | ?          | 4            | -5           | ?            | ?            | 42       | -28    | ?           | ?          |
| R. Rossi      | 4        | 0       | ?           | ?          | 4            | 1            | ?            | ?            | 8        | 1      | ?           | ?          |
| B. Russo      | 1        | 0       | ?           | ?          | -            | -            | -            | -            | 1        | 0      | 0+          | 0+         |
| A. Scanziani  | 36       | 8       | ?           | ?          | 4            | 1            | ?            | ?            | 40       | 9      | ?           | ?          |
| M. Tardelli   | 36       | 2       | ?           | ?          | 4            | 0            | ?            | ?            | 40       | 2      | ?           | ?          |
| N. Ulivieri   | 30       | 5       | ?           | ?          | 3            | 1            | ?            | ?            | 33       | 6      | ?           | ?          |